# 克賴希湖
49°2′45″N 8°49′53″E / 49.04583°N 8.83139°E

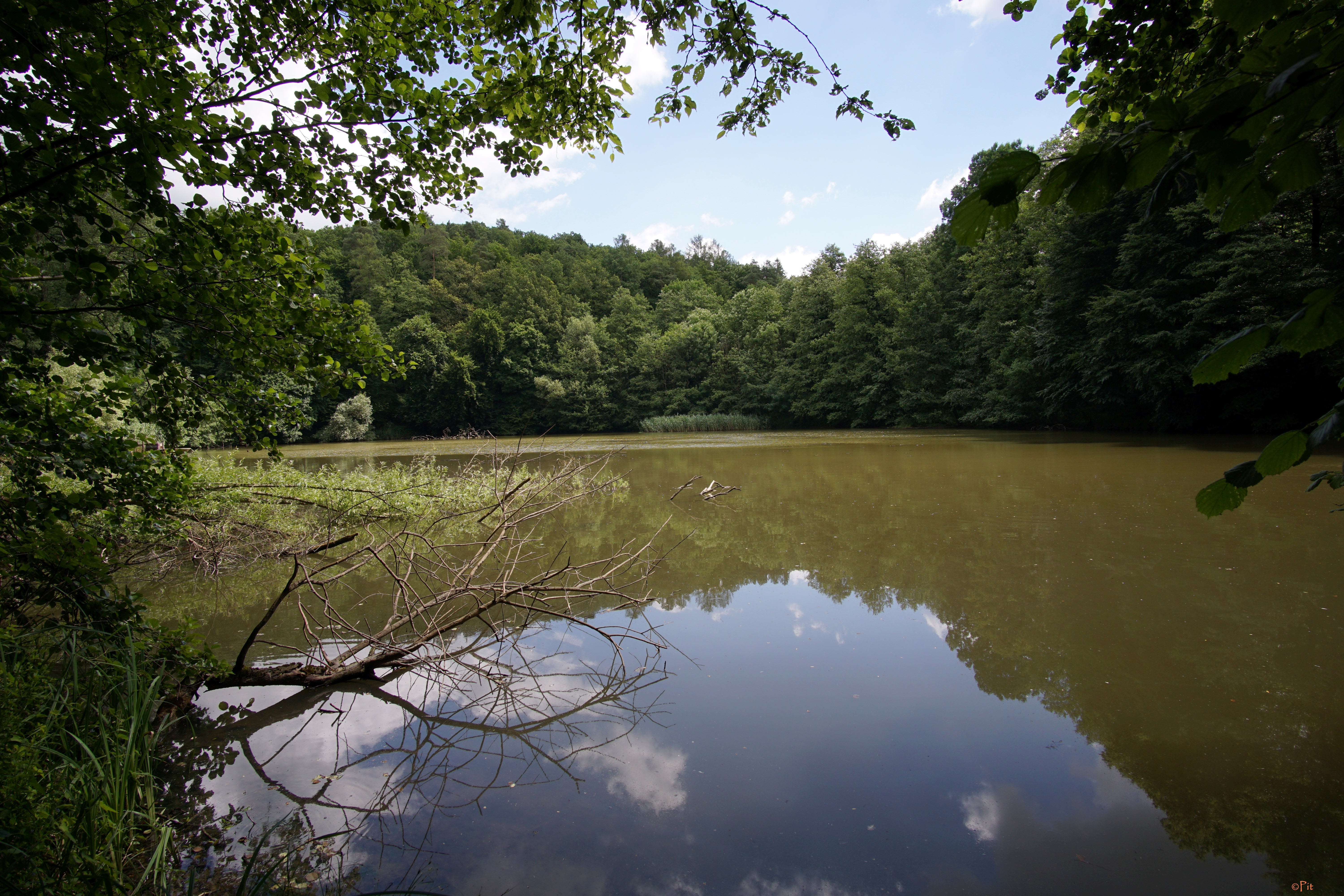

克賴希湖（德語：Kraichsee），是德國的湖泊，位於該國西南部，由巴登-符騰堡州負責管轄，處於施泰嫩費爾斯附近，長0.12公里、寬0.09公里，面積0.01平方公里，海拔高度244米。